# Altes Schloss Rechberghausen
Das Alte Schloss Rechberghausen war eine hochmittelalterliche Burg, die um 1580 zum Renaissanceschloss um- und ausgebaut und Ende des 17. Jahrhunderts durch Brand zerstört wurde. Reste sind das Denkmalensemble Torturm und Schlosskapelle. Die Schlossreste wurden in der Neuzeit mit einer größeren Hofanlage überbaut. Der ehemalige Adelssitz liegt nördlich des Zentrums von Rechberghausen im Landkreis Göppingen in Baden-Württemberg.

## Lage
Der ehemalige Adelssitz befindet sich nördlich des Ortes und westlich des Ortsteils und Weilers Oberhausen in der Flur Burgholz auf einer Anhöhe. Anwesen und Gemeinde liegen im Vorland der mittleren Schwäbischen Alb am Rande des östlichen Schurwaldes auf etwa 320 bis 400 m ü. NN am Marbach. Dieser fließt von Norden kommend in einem westlichen Bogen um die Anhöhe herum und nach Süden ab. Östlich begrenzt ein namenloser Zufluss des Marbachs die flache Anhöhe. Ein Teich östlich des Standortes lässt die Vermutung zu, dass die ursprüngliche Anlage eine Wasserburg oder mit zu füllenden Wassergräben versehen war.

## Geschichte

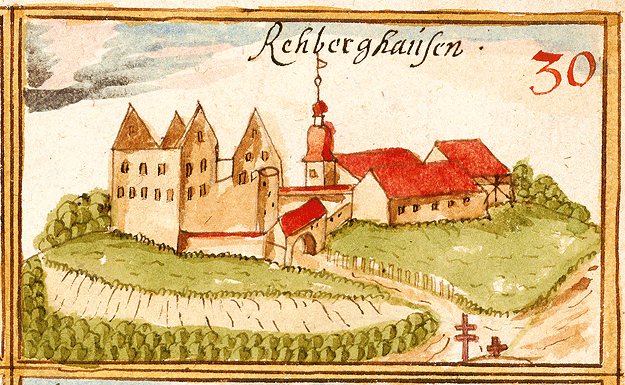
Die 1685 niedergebrannte Burg in einer Aquarellzeichnung des Andreas Kieser als Teil der Forstlagerbücher

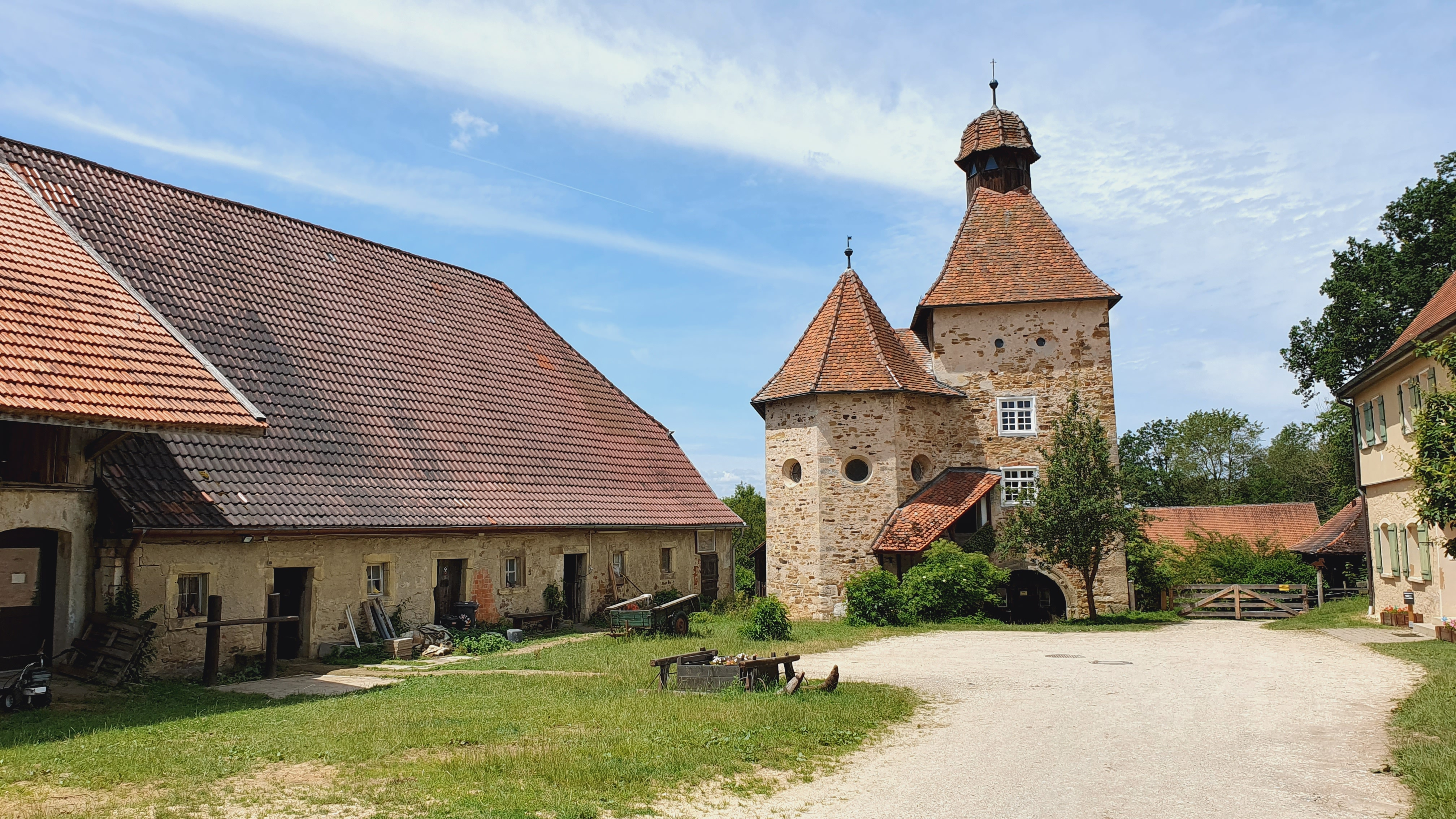
Blick über die Hofanlage auf die Schlossreste: Torturm und Kapelle

Die ursprüngliche Burg wurde um ca. 1100 bis 1150 wohl von den Herren von Rechberg-Bettringen erbaut, die damals im Besitz des Dorfes waren. Die Rechberger sind ein altes schwäbisches Adelsgeschlecht, dessen Stammsitz die Burg Hohenrechberg bei Schwäbisch Gmünd war. Mit Burg und Ortsbesitz bildete sich eine eigene Linie der Rechberg heraus: Rechberg-Rechberghausen. 1232 und 1245 wird die Burg erstmals urkundlich und als Rechbergisches Schloß benannt.
Bis 1360 muss die Burg dann niedergebrannt wurden sein. 1366 verkaufte Johann V. von Rechberg-Rechberghausen seine Herrschaft samt Burg und Stadt an Herzog Friedrich von Teck. Dieser ließ in den Jahren von 1361 (möglicherweise erst ab 1366) bis 1370 die Burg wieder aufbauen. Friedrich übergab die Herrschaft an Österreich und erhielt sie als Lehen zurück. 1374 verkaufte Österreich dann Burg und Stadt wieder an die Herren von Rechberg zu Hohenrechberg.
1406 soll die Burg zur Hälfte Ulrich von Ahelfingen gehört haben, der auch Besitz in Faurndau hatte. Er öffnete die Burg dem Haus Württemberg.
Mit Wilhelm von Rechberg-Rechberghausen zu Gröningen am Kocher erlosch die rechberghausensche Hauptlinie 1413, und die Lehensherrlichkeit des Gesamterbes ging an Heinrichs von Rechberg zu Hohenrechberg. Dessen Tochter Anna war mit Wolf von Zillenhardt verheiratet und so scheinen die Allodien von Rechberghausen an diesen gekommen zu sein, da 1445 Hans von Zillenhardt im Besitz von Burg und Dorf war, der 1472 das Gut seinem Bruder Heinrich verkaufte. Dieser veräußerte den Besitz wiederum 1478 an Albrecht von Rechberg zu Hohenrechberg und dieser wieder 1487 an seinen Schwager Jörg von Ehingen, Obervogt von Tübingen.
Die Burg wurde im Deutschen Bauernkrieg 1525 durch Schorndorfer Bauern verwüstet. Der Sohn Jörg von Ehingens, Rudolph von Ehingen, verkaufte den Besitz am 26. Februar 1528 an Walter von Hirnheim weiter, nachdem er noch 1527 durch die Bauern von Schorndorf mit 350 fl. für die Zerstörungen des Aufruhrs entschädigt wurde. Mit Hans von Rechberg zu Hohenrechberg kam der Besitz zum größten Teil 1558 für 22.000 fl. wieder in rechbergsche Hände.
Sein Sohn, Haug Erkinger von Rechberg-Hohenrechberg († 1596) und verheiratet mit Susanna von Welden, begründete die zweite Rechberghäuser Linie. Diese erlosch jedoch bereits wieder mit dem Tod seines Enkels Hans Wolf von Rechberg am 18. August 1677. Haug Erkinger ließ um 1575 die Burg zu einer größeren dreiflügligen Schlossanlage für angeblich etwa 100.000 fl. umbauen. Das Schloss wurde 1685, vermutlich durch einen Blitzschlag, erneut zerstört. Einzig die Kapelle und der Torturm entgingen dem Brand.
Mit dem Tod von Hans Wolf von Rechberg fiel der lehenbare Teil der rechbergschen Linie zu Donzdorf zu, der allodiale Teil aber als Erbe an Wolfs Schwager, Wilhelm von Adelmann. 1695 veräußerte er aber seine Anteil an Graf Franz Albert von Rechberg zu Donzdorf. Das ganze Gut gelangte von diesem durch Erbschaft an den Grafen Alois Clemens von Rechberg.
Dieser ließ sich 1721 im Ort das Neue Schloss Rechberghausen mit den Steinen des zerstörten alten Schlosses erbauen.
Als mit dem Tod Alois Clemens am 22. Dezember 1732 auch die dritte donzdorfsche Linie ausgestorben war, ging der allodiale Teil von Rechberghausen an seine zwei Schwestern und über diese an deren Ehemänner über, denn Maria Theresia Ursula Violanta von Rechberg hatte sich mit einem Herren von Baumgarten und Maria Anna Margaretha von Rechberg (1680–1746) mit dem Grafen Paul Nichlaus Reich von Reichenstein (unbek.-1744) vermählt. Österreich nahm dagegen das Lehensgut in eigene Verwaltung. Am 26. Juli 1746 verkauften die Reich von Reichenstein und Baumgarten ihren Teilbesitz jeweils an den Grafen Johann Carl Joseph Clemens von Preysing (1689–1770). Preysing war mit Maria Theresia Josepha von Rechberg (1714–1777) vermählt.
1749 wurde Preising auch mit dem Neuen Schloss und den Ort Rechberghausen belehnt. Sein Sohn Maximilian von Preysing veräußerte alles 1789 an den Grafen von Degenfeld-Schomburg in Eybach. Die Familie behielt das Gebäude bis ins 20. Jahrhundert, jedoch bewohnten sie das Gebäude ebenso wie ihre Vorbesitzer nicht mehr selbst. Christoph August von Degenfeld-Schonburg erwarb dabei auch das sogenannte Freigut, das überbaute Alte Schloss. Durch die Mediatisierung kam Rechberghausen Ende 1805 an Württemberg.
Im 18. und 19. Jahrhundert wurde das Alte Schloss als Rittergut überbaut und als landwirtschaftliches abgabenfreies Gut (Freigut) genutzt. 1999 wurde die Schlosskapelle St. Johannes Baptist restauriert. Das Denkmal-Ensemble Torturm/Kapelle und das Gut sind noch im Besitz der Grafen von Degenfeld-Schonburg.

## Beschreibung
Von der Burg ist nur eine spätere Beschreibung von 1844 überliefert. Sie soll nach einer rezipierten Zeichnung massiv gebaut, die Burgmauer auf mehreren Seiten mit kleinen Türmchen versehen sein und im Burginnern aus sechs bis acht Gebäuden und einem Brunnen bestanden haben.
Das spätere Schloss wurde angeblich als dreiflüglige Anlage mit Wirtschaftsgebäuden erbaut. Nur die Aquarellzeichnung Kiesers von um 1686 liefert eine Annäherung. Danach muss der mindestens dreistöckige Bau auf den zwei Längsseiten von zwei Doppelgiebeln geziert gewesen sein, dem ein freier schmaler runder Turm vorstand, vermutlich noch aus Burgzeiten. Ein breites Torhaus mit Satteldach, ein Marstall und ein Wirtschaftsgebäude mit Fachwerk sind im angrenzenden Bereich sichtbar. Der Torturm zur gegengesetzten Seite mit seiner markanten Dachkonstruktion und einer viel größer zu vermutenden Kapelle sind in Hintergrund des Bildes sichtbar. Das Gelände war mit einer Mauer eingefasst.
Davon sind heute nur noch der Torturm mit angebauter Kapelle erhalten. An den vierstöckigen Torturm mit Pyramidendach und barocker Dachhaube als Spitzenabschluss lehnt sich die polygonale Kapelle mit zu drei Seiten angedeutetem oktogonalem Kegeldach an, die durch Rundfenster gekennzeichnet ist. Hofseitig führt außen eine überdachte Treppe von der Kapelle zum ersten Stock im Torturm. Das Denkmalensemble, wie auch das angrenzende ehemalige Meiereihaus und die anderen Gebäude des Hofes, kann nur von außen besichtigt werden.

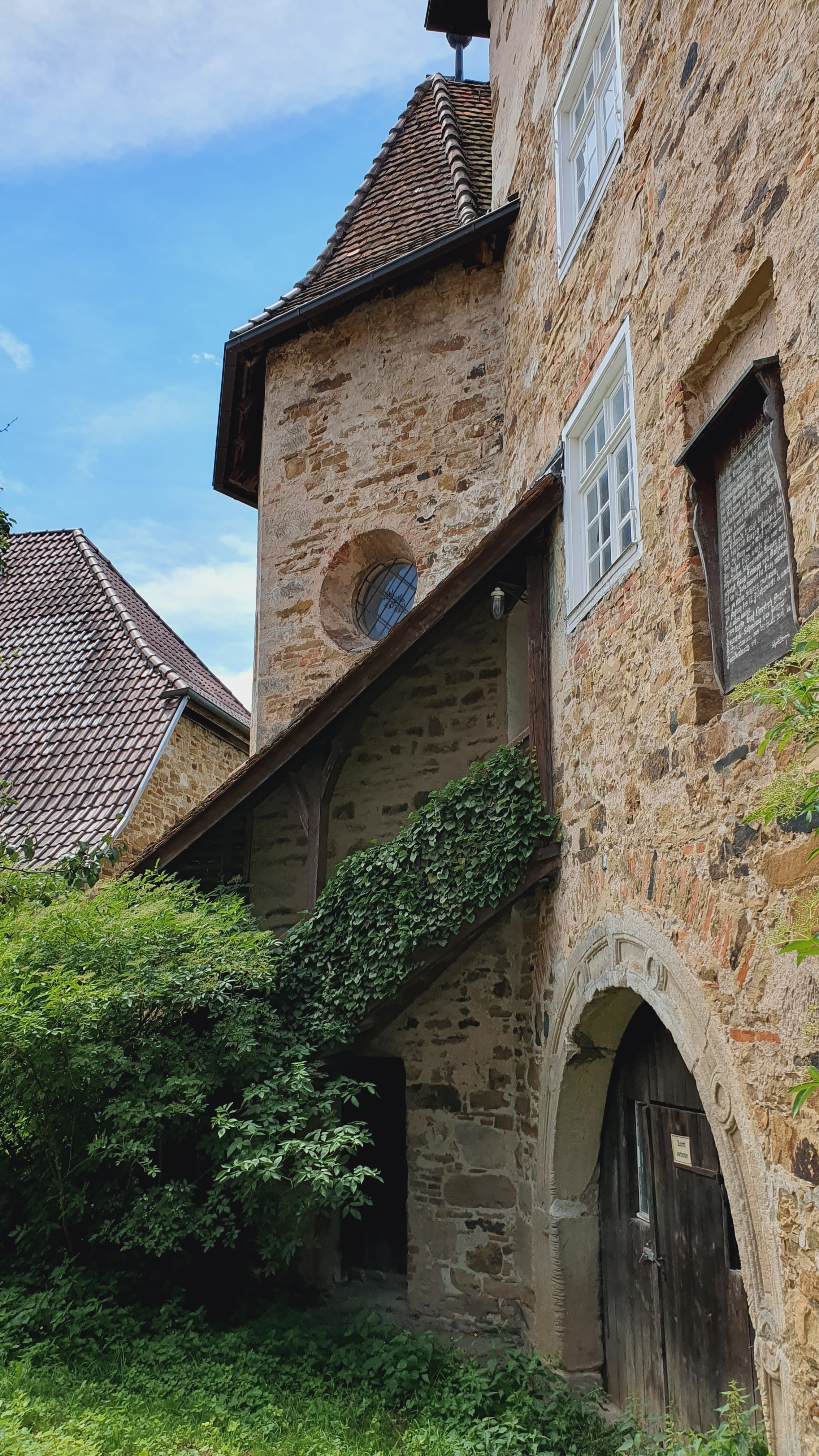
Blick auf den Verbindungsgang
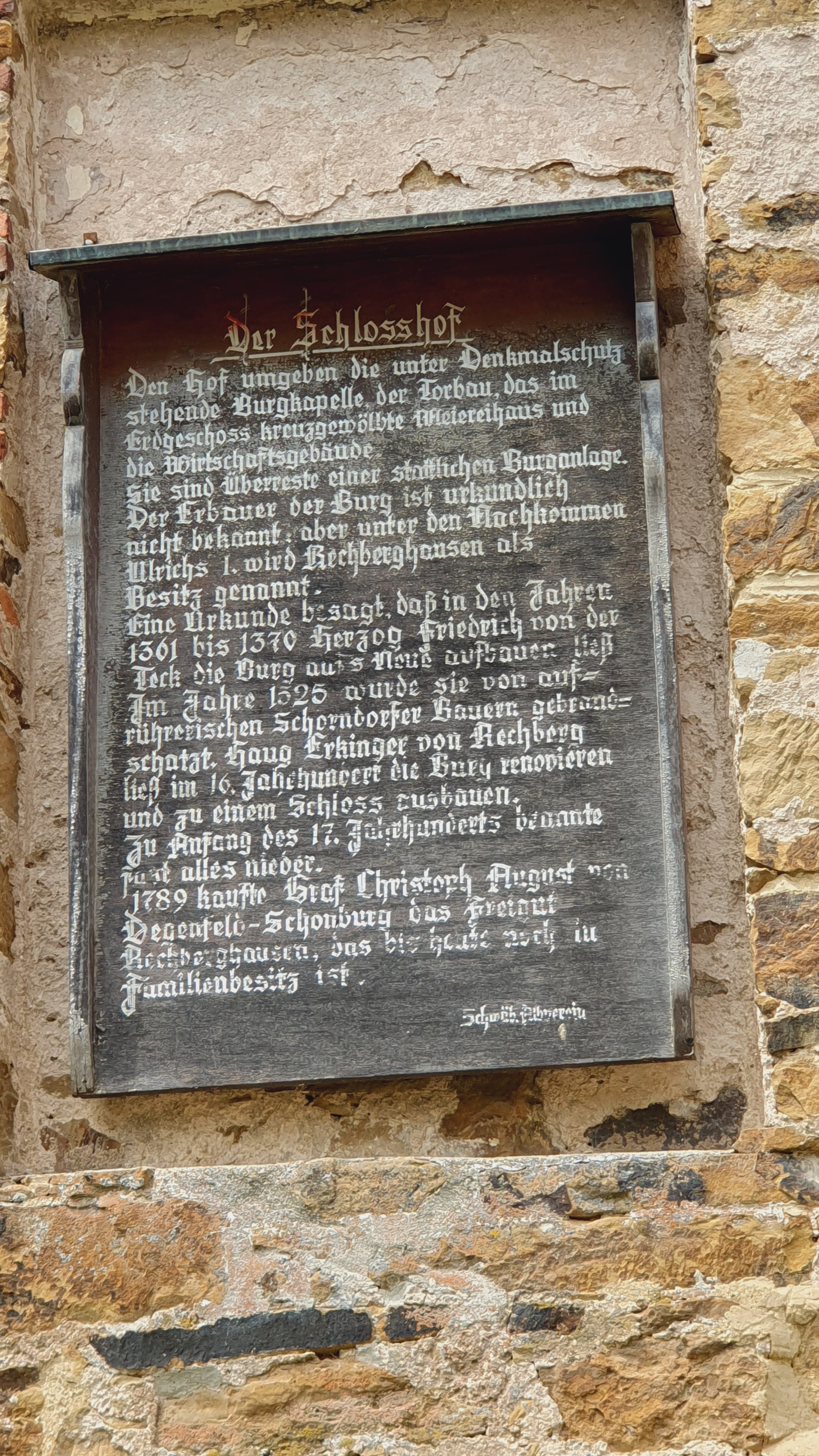
Infotafel
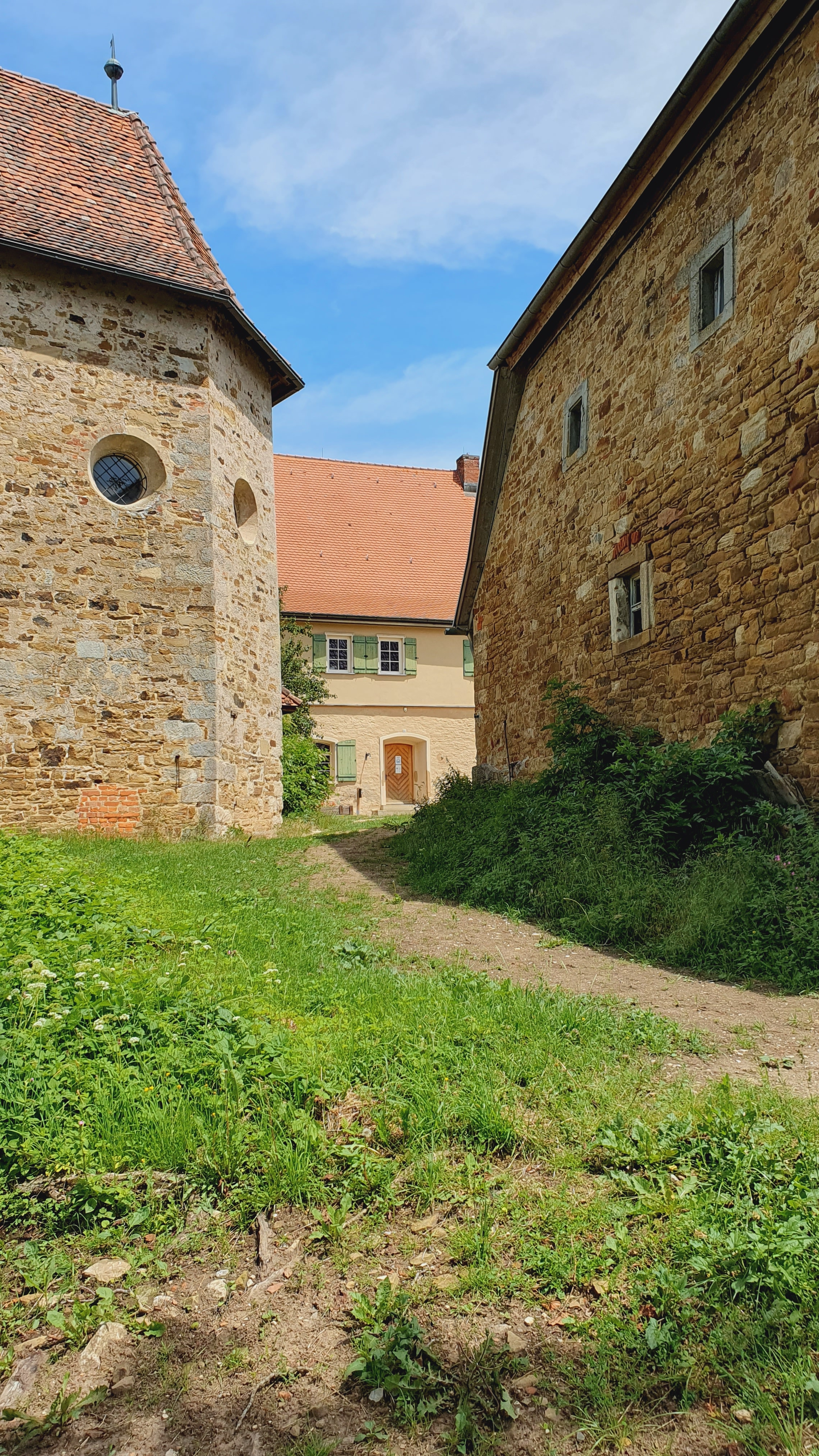
Rechts das Meiereihaus
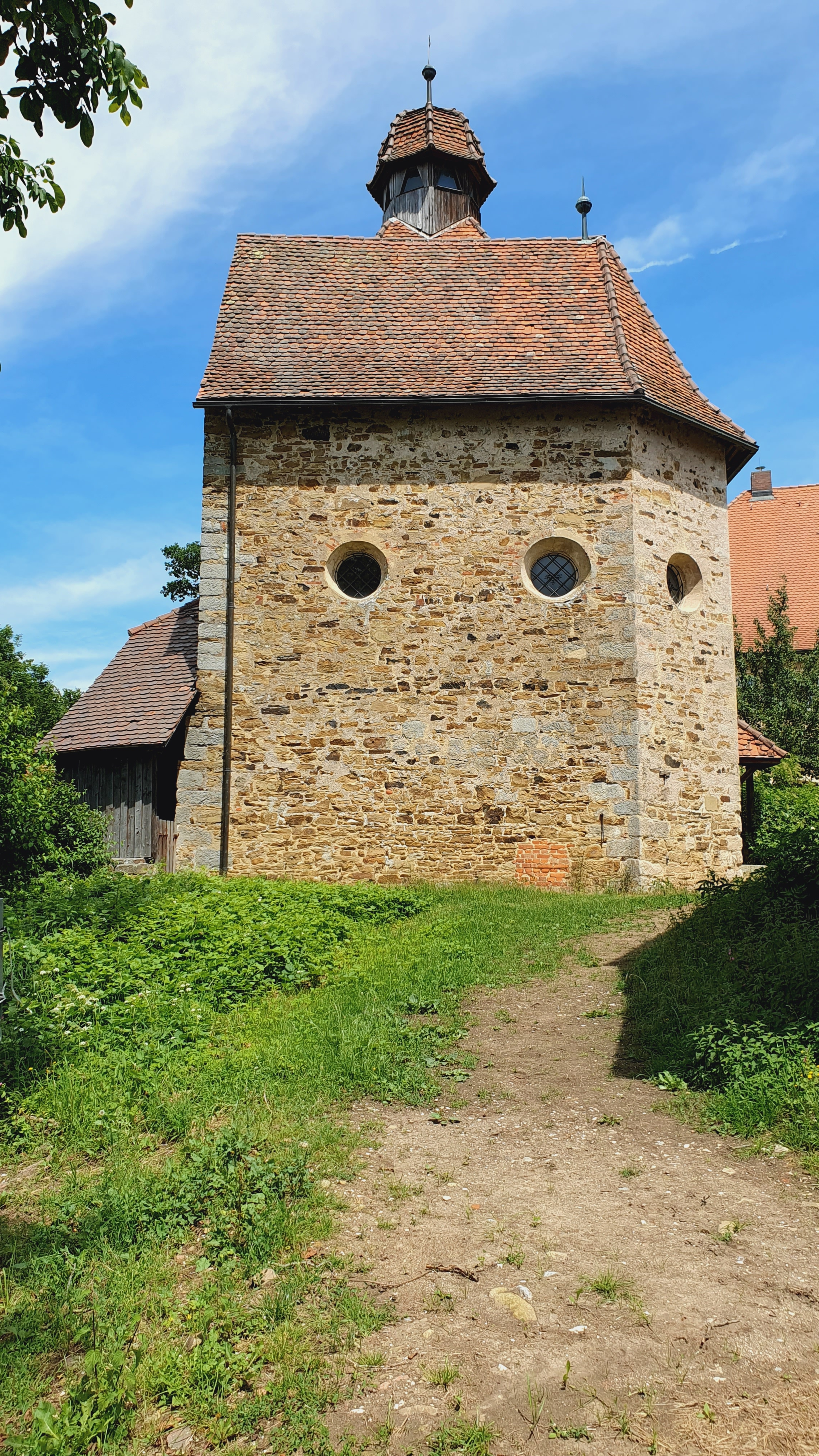
Die Kapelle aus Richtung Westen